# Thermacarus nevadensis
Thermacarus nevadensis är en kvalsterart som beskrevs av Marshall 1928. Thermacarus nevadensis ingår i släktet Thermacarus och familjen Thermacaridae. Inga underarter finns listade i Catalogue of Life.